# Campeonato Europeo de Gimnasia Artística de 1959
El III Campeonato Europeo de Gimnasia Artística se celebró en dos sedes distintas: el concurso masculino en Copenhague (Dinamarca) y el concurso femenino en Cracovia (Polonia) en el año 1959. El evento fue organizado por la Unión Europea de Gimnasia (UEG).

## Resultados

### Masculino
| Evento                 | Oro                                                         | Plata                          | Bronce                                                  |
| ---------------------- | ----------------------------------------------------------- | ------------------------------ | ------------------------------------------------------- |
| Concurso completo ind. | Yuri Titov Unión Soviética                                  | Pavel Stolbov Unión Soviética  | Philipp Fürst Alemania Occidental                       |
| Suelo                  | Ernst Fivian · Suiza ·                                      | William Thoresson · Suecia ·   | Yuri Titov Unión Soviética                              |
| Caballo con arcos      | Yuri Titov Unión Soviética                                  | Eugen Ekman · Finlandia ·      | Philipp Fürst Alemania Occidental                       |
| Anillas                | Yuri Titov Unión Soviética                                  | Pavel Stolbov Unión Soviética  | Velik Kapsachov · Bulgaria · Otto Kestola · Finlandia · |
| Salto de potro         | William Thoresson · Suecia · Yuri Titov · Unión Soviética · |                                | Ernst Fivian · Suiza ·                                  |
| Paralelas              | Yuri Titov Unión Soviética                                  | Ferdinand Daniš Checoslovaquia | Pavel Stolbov Unión Soviética                           |
| Barra fija             | Pavel Stolbov Unión Soviética                               | Yuri Titov Unión Soviética     | Jan Cronstedt · Suecia · Otto Kestola · Finlandia ·     |

### Femenino
| Evento                 | Oro                             | Plata                         | Bronce                                    |
| ---------------------- | ------------------------------- | ----------------------------- | ----------------------------------------- |
| Concurso completo ind. | Natalia Kot · Polonia ·         | Elena Teodorescu · Rumania ·  | Sonia Iovan · Rumania ·                   |
| Salto de potro         | Natalia Kot · Polonia ·         | Věra Čáslavská Checoslovaquia | Ingrid Föst República Democrática Alemana |
| Barras asimétricas     | Polina Astajova Unión Soviética | Elena Teodorescu · Rumania ·  | Ingrid Föst República Democrática Alemana |
| Barra                  | Věra Čáslavská Checoslovaquia   | Sonia Iovan · Rumania ·       | Natalia Kot · Polonia ·                   |
| Suelo                  | Polina Astajova Unión Soviética | Tamara Manina Unión Soviética | Eva Bosáková Checoslovaquia               |

## Medallero
| Núm. | País           | Oro | Plata | Bronce | Total |
| ---- | -------------- | --- | ----- | ------ | ----- |
| 1    | URSS           | 8   | 4     | 2      | 14    |
| 2    | Polonia        | 2   | 0     | 1      | 3     |
| 3    | Checoslovaquia | 1   | 2     | 1      | 4     |
| 4    | Suecia         | 1   | 1     | 1      | 3     |
| 5    | Suiza          | 1   | 0     | 1      | 2     |
| 6    | Rumania        | 0   | 3     | 1      | 4     |
| 7    | Finlandia      | 0   | 1     | 2      | 3     |
| 8    | RDA            | 0   | 0     | 2      | 2     |
| 8    | RFA            | 0   | 0     | 2      | 2     |
| 10   | Bulgaria       | 0   | 0     | 1      | 1     |
|      | TOTAL          | 13  | 11    | 14     | 38    |